# Polyommatus icarius
Polyommatus icarius är en fjärilsart som beskrevs av Stephens 1827. Polyommatus icarius ingår i släktet Polyommatus och familjen juvelvingar. Inga underarter finns listade i Catalogue of Life.